# Kamera-Werke Niedersedlitz

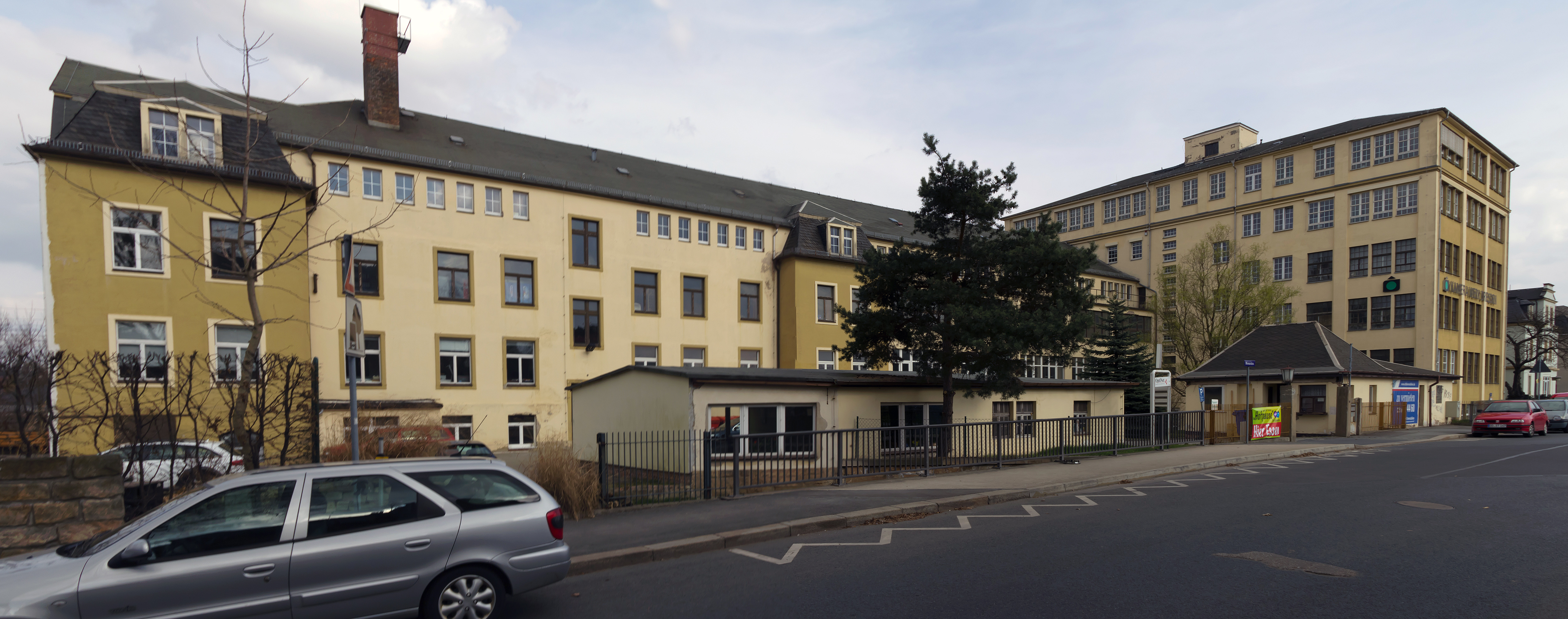
Ehemalige Kamerawerke Niedersedlitz in der Bismarckstraße 56 in Dresden; Altbau von 1939 links, „Hochhaus“ ganz rechts

Der VEB Kamerawerke Niedersedlitz und dessen private Vorgängerunternehmen (Kamera-Werkstätten Guthe & Thorsch GmbH und Kamera-Werkstätten Charles A. Noble) gehörten zu den technisch innovativsten Unternehmen der sächsischen Kameraindustrie der 1930er bis 1950er Jahre. Hier wurde die weltbekannte Praktica konstruiert. Nach dreißigjähriger Zugehörigkeit zu den Kombinaten der optischen Industrie der DDR existiert seit 1992 wieder ein privates Nachfolgeunternehmen (Kamera Werk Dresden).

## Geschichte
Nachdem Paul Guthe bereits seit 1915 im Bereich der Kamerafabrikation tätig gewesen war, gründete er zusammen mit Benno Thorsch 1919 die Kamera-Werkstätten Guthe & Thorsch GmbH („KW“) in Niedersedlitz bei Dresden. Thorsch zahlte in den 1930er Jahren Paul Guthe aus. Als Schweizer Staatsbürger mit einem jüdischen Elternteil verließ Benno Thorsch 1938 Deutschland in Richtung USA. Das Unternehmen tauschte er gegen ein prosperierendes Fotogeschäft in Detroit.
Der Dresdner Betrieb wurde so von der deutschstämmigen, US-amerikanischen Familie Noble erworben und von Charles A. Noble und dessen Sohn John H. Noble geleitet. Das Unternehmen firmierte nun als Kamera-Werkstätten Charles A. Noble. Charles A. Noble traf die strategische Entscheidung, sich geschäftlich auf einäugige Spiegelreflexkameras zu konzentrieren, und bezog 1939 größere Betriebsräume in der Bismarckstraße 56. Auch während des Zweiten Weltkriegs konnten weiter Kameras produziert werden. Der Betrieb blieb unzerstört.
Am 5. Juni 1945 wurden Charles A. und John H. Noble von der sowjetischen Besatzungsmacht enteignet, in NKWD-Lager verschleppt und der Betrieb verstaatlicht. Charles konnte 1952 in die USA zurückkehren. Dessen Sohn John wurde jedoch 1950 zu 15 Jahren Zwangsarbeit im sibirischen Gulag verurteilt. Er kam erst 1955 frei.
Um die aussichtslos erscheinende Produktion der 50.000 von der SMA geforderten Kameras der Modelle der Praktiflex und Pilot Super zu beschleunigen, wurde der Konstrukteur der Zeiss Ikon, Siegfried Böhm, in das Unternehmen geschickt. Böhm begann am 12. Januar 1946 und führte mit der Version 13 der Praktiflex der 2. Generation die ersten konstruktiven Änderungen ein. Mit der Praktiflex II wurde der Objektivanschluss von M40 auf M42 umgestellt. Ab dem 1. Januar 1948 war Böhm zum Betriebsleiter ernannt worden. Selbst die noch immer bescheidenen Produktionsziffern konnten 1948 nur durch ungesetzliche „Tauschgeschäfte“ erreicht werden. Eine offizielle Untersuchung gegen Böhm wurde Anfang 1950 eingestellt. Erst mit der ab 1948 entwickelten Praktiflex III – der ersten „Praktica“ – konnten durch die Einführung industrieller Konstruktions- und Produktionsmethoden durch Böhm ab 1950 nennenswerte Produktionssteigerungen erreicht werden.
Ab 1949 entstanden die ersten Erweiterungsbauten in Niedersedlitz, u. a. ein Zwischenbau (1949–1951), der die Betriebsfläche in etwa verdoppelte. In den Jahren 1953–1957 entstand, teilweise auf einem Nachbargrundstück, eine weitere erhebliche Vergrößerung (sechsgeschossiges „Hochhaus“).
In einem ersten Konzentrationsschritt wurde am 1. Januar 1957 der VEB Belca-Werk übernommen. Zusammen mit einer Reihe anderer Dresdner Kamerabetriebe wurden die Niedersedlitzer Mechanik Kamera Werkstätten VEB 1959 in den neu gegründeten VEB Kamera- und Kinowerke Dresden eingegliedert. Ab 1964 gehörten die Kamerawerke damit zum VEB Pentacon, Dresden, wie sich die VEB Kamera- und Kinowerke Dresden dann nannten.
Im Jahr 1990 kehrte John H. Noble mit seinem Bruder Georg Noble nach Dresden zurück, wo er sich bei der Treuhandanstalt um Restitution seiner früheren Kamerafabrik und der Namensrechte bemühte. Noble erhielt das gesamte, mittlerweile stark vergrößerte Betriebsgelände, nicht jedoch die Namensrechte an Pentacon, Praktica und Praktina. Die Treuhand verkaufte die Namensrechte stattdessen an Heinrich Manderman. Eine von Noble zunächst geplante Wiederaufnahme der Praktica-Produktion (BX 205) mit 122 Mitarbeitern kam daher nicht zustande. Stattdessen wurde 1991 v. a. mit Arbeiten an einer Panoramakamera (siehe unten) begonnen (36 Mitarbeiter). Wegen des Erfolgs der Kamera waren 1996 wieder 96 Mitarbeiter beschäftigt. Danach kam es jedoch zu einer finanziellen Krise in deren Folge Noble das Unternehmen 1997 verkaufte (u. a. an den Noblex-Entwickler Hans-Jörg Schönherr). Ab dem 25. Mai 1998 firmierte das Unternehmen als Kamera Werke Dresden GmbH. 1999 schieden Hans-Jörg Schönherr und Matthias Richter aus und bauten zunächst in Pirna ein Unternehmen für Spezialkameras (KST-Dresden) auf. Optikentwicklung findet in den Kamera-Werken Dresden nicht mehr statt.
Der Gebäudekomplex an der Bismarckstraße zählt heute zu den technischen Denkmalen in Dresden. Als markanter Niedersedlitzer Industriebau ist er bau- und ortsgeschichtlich bedeutend. Hervorgehoben wird dabei der sechsgeschossige Kopfbau als klarer Kubus mit Fensterbändern in Anlehnung an den Bauhausstil, bei dem lediglich das flache Walmdach traditionell ist.

## Produkte

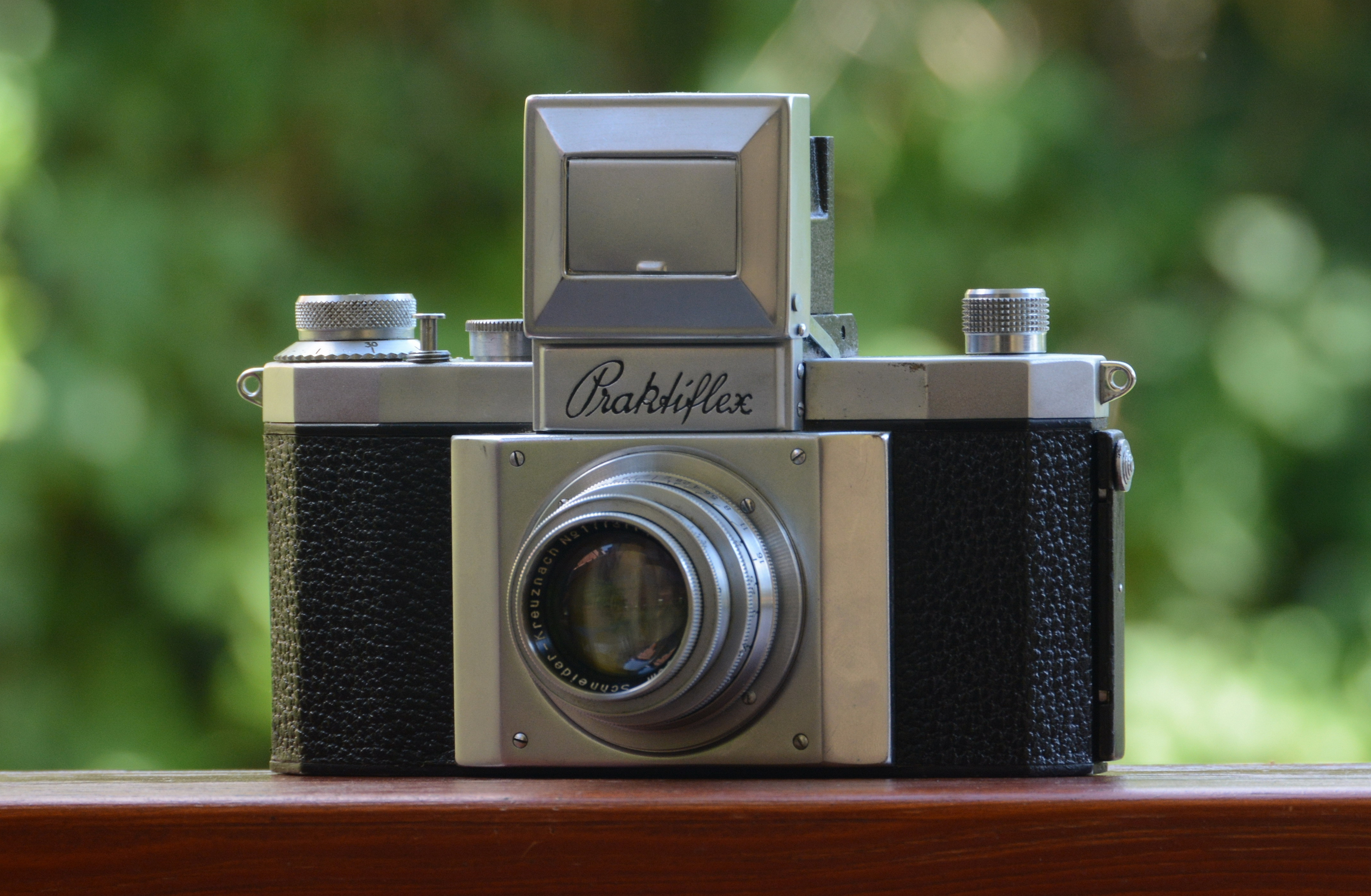
Praktiflex, die Vorläuferin der Praktica
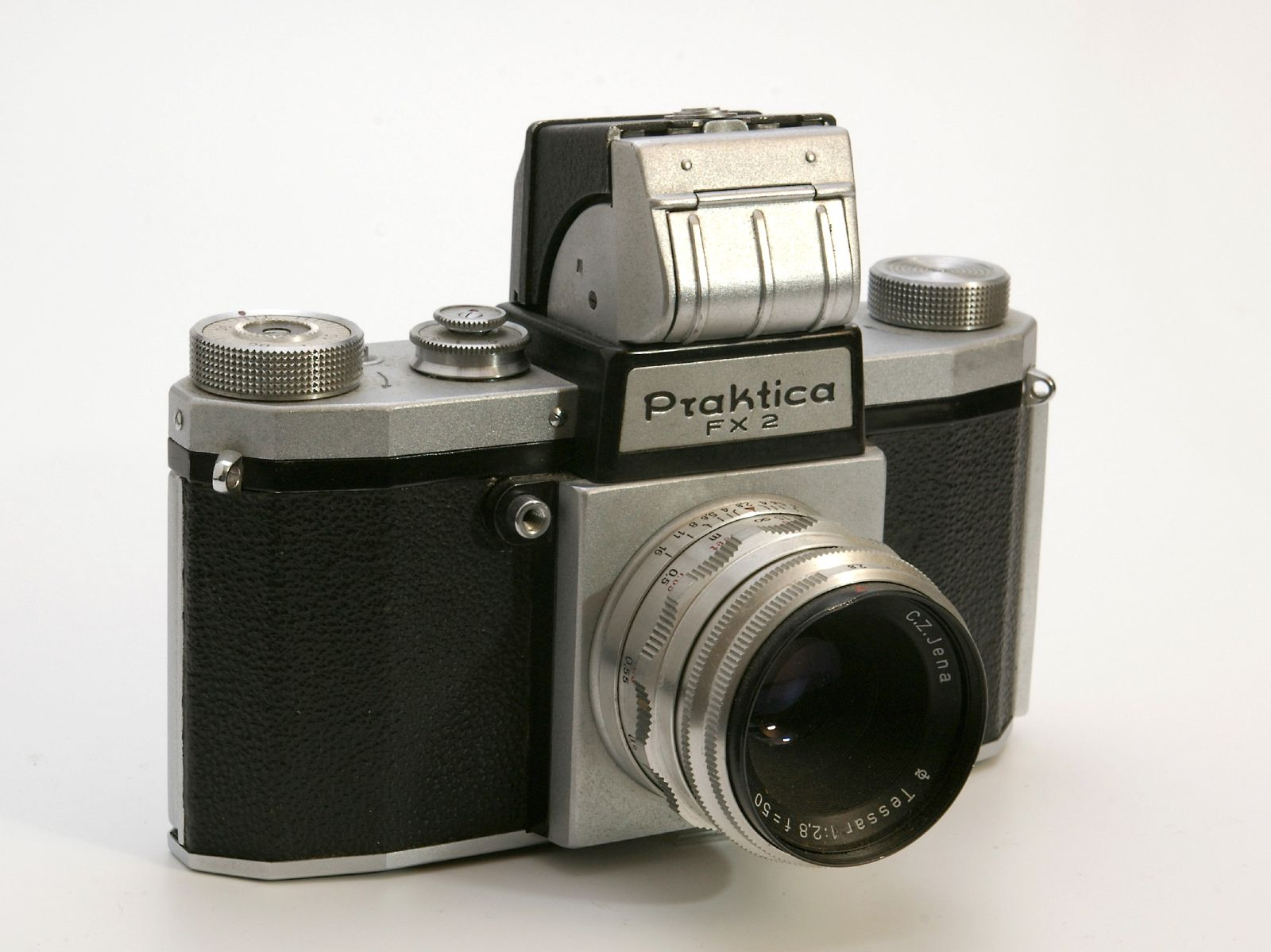
Praktica FX 2, baugleich mit der Praktiflex FX
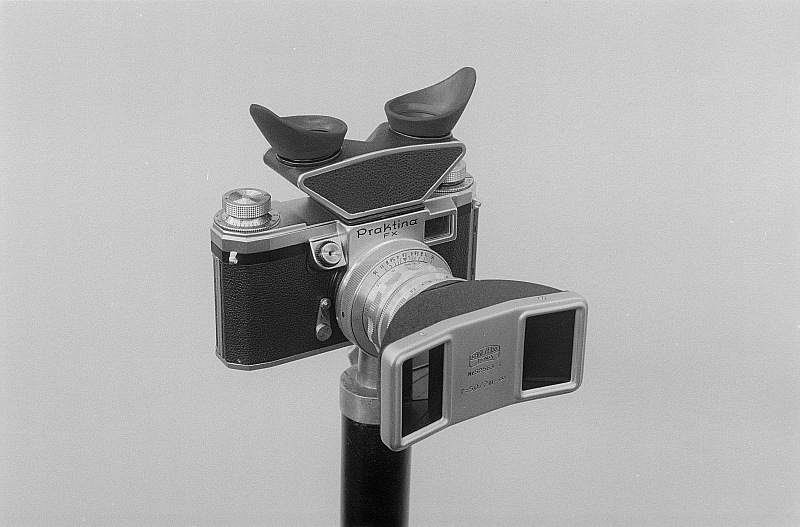
Profikamera Praktina FX mit Aufsatz für Stereofotos
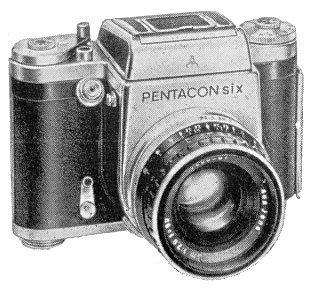
Mit der Praktisix weitgehend baugleiche Pentacon Six
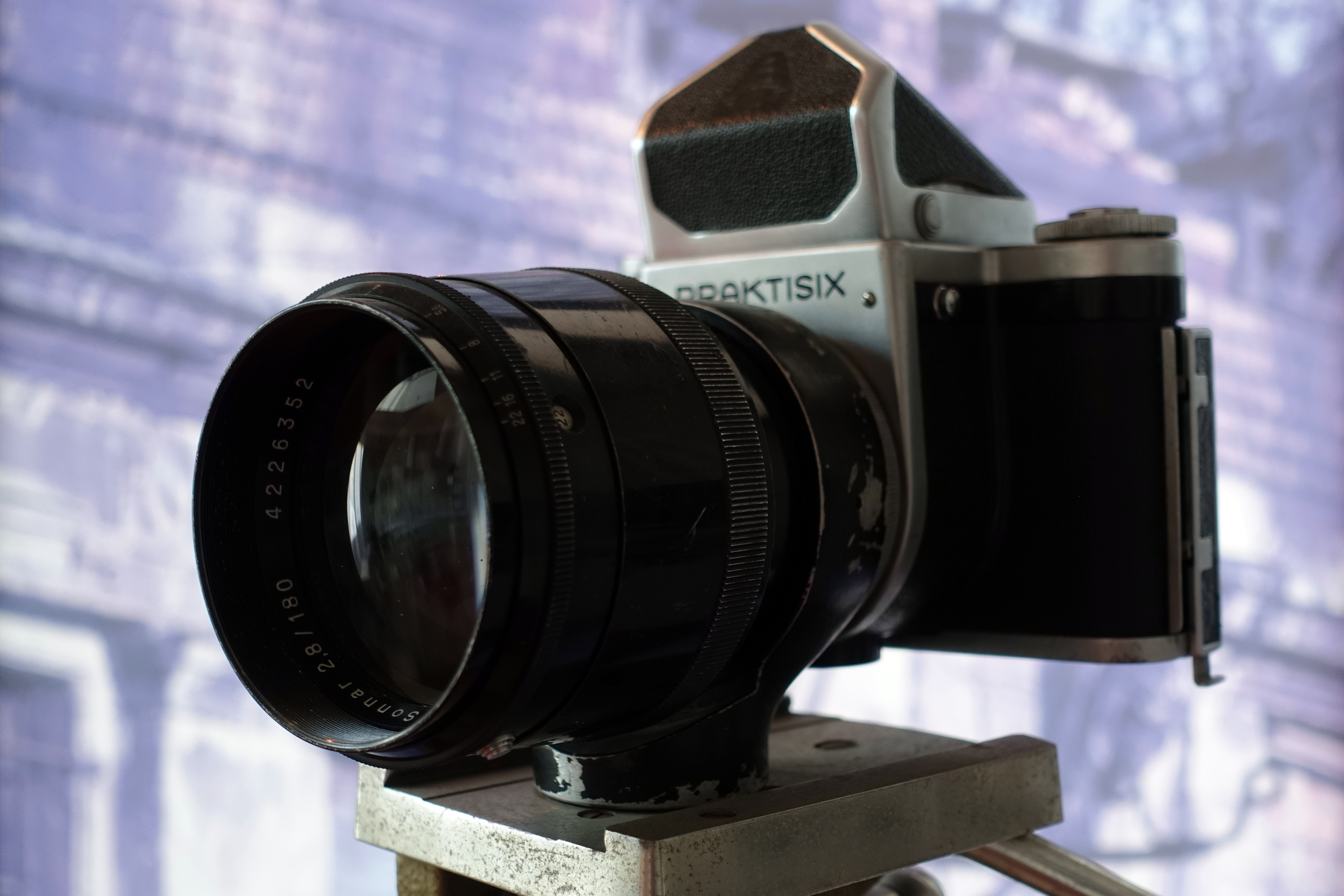
„Praktisix“ mit Prismenaufsatz und Zeiss Sonnar 2,8/180, Dresden 1956 im Deutschen Fotomuseum
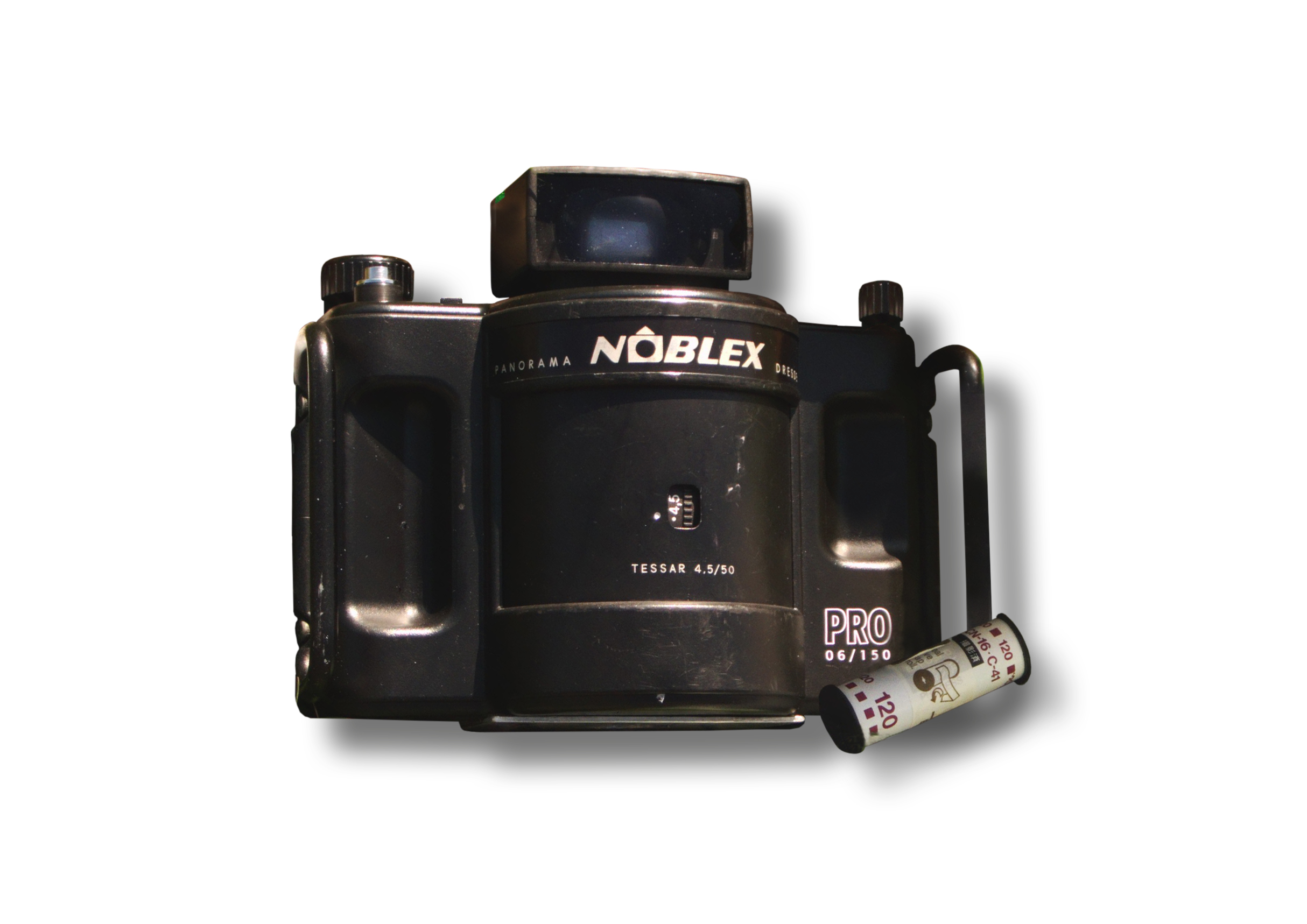
Noblex

### Patent Etui (1920–1938)
Den ersten geschäftlichen Erfolg feierten die Kamera-Werkstätten mit der Patent Etui, einer sehr kleinen Faltkamera für Filme der Größen 9 × 12 cm und 6,5 × 9 cm. Die Patent Etui wurde von 1920 bis 1938 hergestellt.

### Pilot (ab 1931)
KW brachte 1931 mit der Pilot die erste zweiäugige Spiegelreflexkamera für 3x4-cm-Negative heraus. Es folgten 1932 die Pilot Box für 6 × 9 cm Mittelformat-Rollfilm und 1939 die Pilot 6 für 6x6-cm-Negative. Die Pilot 6 und Pilot super waren einäugige Spiegelreflexkameras. Die Great Wall aus China wurde aus diesen Kameras entwickelt. Die ab 1938 angebotene Pilot Super hatte austauschbare Objektive.

### Reflex-Box (1933)
Als frühe, einäugige Spiegelreflexkamera hatte WK eine Boxkamera im Angebot. Als Objektiv diente u. a. ein Steinheil-Actinar 1:4,5/105 mm (höherwertige Option). Die Kamera nutzt das Filmformat 6 × 9 cm.

### Praktiflex und Praktica
Bereits 1938 – zwei Jahre nach der Kine Exakta von Ihagee – stellten Guthe & Thorsch die ersten einäugigen Kleinbild-Spiegelreflexkameras des Modells Praktiflex her. Die Hauptarbeit der Entwicklung lag bei Benno Thorsch und Alois Hoheisel. Die neuen Eigentümer der Familie Noble brachten 1939 die Praktiflex auf den Markt.
Die erste Praktica-Kamera wurde dann auf der Grundlage der Praktiflex von Siegfried Böhm 1948 konstruiert und im Jahre 1949 (erneut) vorgestellt.

### Praktina
Eine für den professionellen Einsatz vorgesehene, ebenfalls von Böhm für das Kamerawerk Niedersedlitz entwickelte Kamera war die Praktina. Sie wurde zur photokina 1952 herausgebracht und in den Folgejahren kontinuierlich weiterentwickelt (zum Beispiel Praktina FX, Serienproduktion ab 1953; Praktina IIa: 1958–1960). Die Praktina benutzt ein eigenes Praktina-Bajonett und nicht den für die frühe Praktica-Reihe typischen M42-Anschluss.

### Praktisix und Pentacon Six
Die Praktisix und ihre Nachfolgemodelle der Pentacon-Six-Reihe waren 6×6-cm-Mittelformatkameras. Konstruktiv waren sie einäugigen Kleinbild-Spiegelreflexkameras wie der Praktina aus dem eigenen Hause ähnlicher als etwa den Konkurrenzprodukten von Rollei oder Hasselblad. An der Konstruktion war ebenfalls Siegfried Böhm beteiligt.
Als erstes Modell wurde die Praktisix 1956 zur photokina vorgestellt und ab dem Folgejahr serienmäßig hergestellt. 1959 wurde das „KW“-Logo gegen den Ernemann-Turm des späteren VEB Pentacon ausgetauscht. Die Praktisix II kam 1964, die Praktisix IIa mit herausziehbaren Spulengegenlagern 1966 auf den Markt. Insgesamt wurden etwa 28.000 Stück produziert.
Ebenfalls bereits 1966 erschien die mit weiteren konstruktiven Änderungen versehene Pentacon Six, ab 1969 in der Version einer Pentacon Six TL. Für die Pentacon Six TL wurde ein TTL-Prisma zur vereinfachten Belichtungsmessung angeboten (Through The Lens metering). Die Pentacon Six TL wurde bis 1990 gebaut.
Unter der Bezeichnung „Exakta 66“ brachte ein Unternehmen des späteren Pentacon-Erwerbers Heinrich Manderman ab 1984 drei aufgewertete Versionen der Pentacon Six TL auf den Markt, die teilweise aus Pentacon-Six-Originalteilen bestanden.

### Panoramakamera Noblex
Die Noblex Pro, eine Panoramakamera, wurde 1992 entwickelt. Die Kleinbildversion Noblex 135 kam 1994 hinzu.

### Andere Produkte
Guthe & Thorsch („KW“) verkauften auch ein kleineres Episkop, das als ganzes auf die zu projizierende Unterlage gestellt wurde. Im Jahre 1938 war der Vergrößerer Praxidos mit „vollautomatischer Scharfeinstellung“ im Angebot.